# Pedro Lagoa
Pedro Manuel Grácio Lagoa (Coimbra, 21 agosto 1997) è un calciatore portoghese, centrocampista dello Sporting Pombal.

## Carriera
Cresciuto nel settore giovanile dell'Académica, ha esordito in prima squadra il 23 agosto 2017 disputando l'incontro di Taça da Liga pareggiato 0-0 contro l'Arouca.
Nel febbraio 2020 ha firmato un contratto con i bulgari dell'Etăr, valido fino all'estate del 2021.

## Statistiche

### Presenze e reti nei club
Statistiche aggiornate al 21 dicembre 2021.
| Stagione         | Squadra          | Campionato       | Campionato | Campionato | Coppe nazionali | Coppe nazionali | Coppe nazionali | Coppe continentali | Coppe continentali | Coppe continentali | Altre coppe | Altre coppe | Altre coppe | Totale | Totale |
| Stagione         | Squadra          | Comp             | Pres       | Reti       | Comp            | Pres            | Reti            | Comp               | Pres               | Reti               | Comp        | Pres        | Reti        | Pres   | Reti   |
| ---------------- | ---------------- | ---------------- | ---------- | ---------- | --------------- | --------------- | --------------- | ------------------ | ------------------ | ------------------ | ----------- | ----------- | ----------- | ------ | ------ |
| 2016-2017        | Académica        | SL               | 0          | 0          | CP+CdL          | 0               | 0               |                    | -                  | -                  |             | -           | -           | 0      | 0      |
| 2017-2018        | Académica        | SL               | 1          | 0          | CP+CdL          | 0+1             | 0               |                    | -                  | -                  |             | -           | -           | 2      | 0      |
| 2018-2019        | Académica        | SL               | 0          | 0          | CP+CdL          | 0               | 0               |                    | -                  | -                  |             | -           | -           | 0      | 0      |
| Totale Académica | Totale Académica | Totale Académica | 1          | 0          |                 | 1               | 0               |                    | -                  | -                  |             | -           | -           | 2      | 0      |
| 2019-feb. 2020   | Anadia           | CdP              | 16         | 1          | CP              | 2               | 0               |                    | -                  | -                  |             | -           | -           | 18     | 1      |
| feb.-giu. 2020   | Etăr             | 1L               | 7          | 0          | CB              | -               | -               |                    | -                  | -                  |             | -           | -           | 7      | 0      |
| 2020-apr. 2021   | Botev Vraca      | 1L               | 17         | 2          | CB              | 2               | 0               |                    | -                  | -                  |             | -           | -           | 19     | 2      |
| 2021-2022        | Mérida AD        | SDR              | 2          | 0          |                 | -               | -               |                    | -                  | -                  |             | -           | -           | 2      | 0      |
| Totale carriera  | Totale carriera  | Totale carriera  | 43         | 3          |                 | 5               | 0               |                    | -                  | -                  |             | -           | -           | 48     | 3      |